# Мадоян, Николай Александрович
Николай Мадоян (арм. Նիկոլայ Մադոյան, в ранних публикациях также Николай Мадоев; род. 1 июня 1973, Ереван) — армянский скрипач, живущий в Германии. Заслуженный артист Армении (2004). Исполнение Мадояном 59 произведений мировой классики разных стилей и эпох без перерыва в течение более 33-х часов было занесено в Книгу рекордов Гиннесса.

## Ранняя жизнь и образование
Начал играть на скрипке в восьмилетнем возрасте, учился в Ереванской музыкальной школе имени Чайковского, в том числе у профессора Ереванской консерватории Грачьи Богданяна. В ноябре 1986 года переехал с матерью в Новосибирск для учёбы у известного музыкального педагога Захара Брона. В 1988 году стал победителем Всесоюзного конкурса имени Чайковского для молодых исполнителей, исполнив в первый раз Концерт для скрипки с оркестром П. И. Чайковского (дирижёр Aрнольд Кац). В 1989 году вместе с семьей Захара Брона и другими его учениками — Вадимом Репиным, Максимом Венгеровым и Натальей Прищепенко — переехал в Любек, где продолжил занятия в музыкальной академии Любека. Участвовал в различных международных конкурсах; в 1990 г. дошёл до полуфинала в Схевенингенском международном конкурсе, причём один из членов жюри Герман Кребберс оценил 16-летнего скрипача как наиболее одарённого из конкурсантов. В 1991 г. стал победителем Международного конкурса скрипачей имени Георга Кулленкампфа (Кёльн).
Николай Мадоян имеет степень Ph.D. по скрипичному исполнению Берлинского университета искусств и был удостоен звания «Почетный профессор» Ереванской государственной консерватории.

## Карьера
Дебютировал в Германии на музыкальном фестивале Шлезвиг-Гольштейна 1989 года с оркестром Мариинского театра под управлением Валерия Гергиева. В 1991 году выступал в серии «Пять главных талантов России» (нем. 5 Russischen Toptalänten вместе с Репиным, Венгеровым, Николаем Луганским и Евгением Кисиным, исполнив, в частности, в известном амстердамском зале Консертгебау концерт для скрипки с оркестром Людвига ван Бетховена (дирижёр Франс Брюгген).
После окончания Любекской академии Николай Мадоян провёл серию концертных туров в Германии с камерным оркестром London Mozart Players (1996, 12 концертов, дирижёр Матиас Бамерт). Выступления Мадояна с Нидерландским и Роттердамским симфоническими оркестрами и Кёльнским камерным оркестром попали в центр внимания местных СМИ. В разное время Мадоев выступал с оркестрами под руководством Дмитрия Китаенко, В. Гергиева, Курта Мазура, Клаудио Аббадо, Василия Синайского, Леопольда Хагера и других выдающихся дирижёров.
Как ансамблевый музыкант Мадоян выступал, в частности, с Наталией Гутман, Ким Кашкашьян, Борисом Пергаменщиковым. Он постоянно играет в составе фортепианного трио с пианисткой Элизабет Вестенхольц и виолончелистом Кимом Баком Динитценом, исполняя произведения Шостаковича, Шуберта, Бетховена и Равеля. Результатом сотрудничества Мадояна и Вестенхольц стали компакт-диски, выпущенные звукозаписывающими компаниями Kontrapunkt и Cowbell, на которых были представлены скрипичные сонаты Мендельсона, Грига, Шуберта, Прокофьева, Штрауса и Франка; рецензенты журнала Gramophone отмечали эффективность и сбалансированность исполнительского дуэта Мадояна и Вестенхольц при исполнении Шуберта и присущий Мадояну природный дар интонационной точности при исполнении Прокофьева.
Николай Мадоян известен своими исполнениями технически сложных и крупных музыкальных произведений. Мадоян исполнил все шесть скрипичных концертов Паганини за один вечер, играя их по памяти. Инновационный метод Николая Мадояна — техника балансировки мышц во время игры — помог ему непрерывно исполнять классические и народные композиции в течение более чем 33 часов с пятиминутными перерывами каждый час, благодаря чему он стал рекордсменом Книги рекордов Гиннесса.
Николаю Мадояну присвоено звание «Почётный профессор» Ереванской государственной консерватории.

## Признание

### Призы
- 1988 — Лауреат и обладатель Специального приза зрителей и журналистов на IV Международном конкурсе юных скрипачей имени Г. Венявского и К. Липинского
- 1988 — 1-я премия на Всероссийском конкурсе скрипачей (Новосибирск, Россия)
- 1991 — 1-я премия на Международном конкурсе скрипачей имени Куленкампфа (Кёльн, Германия)
- 1992 — Лауреат и обладатель специального приза за лучшее исполнение японского произведения на Токийском международном конкурсе скрипачей (Токио, Япония)[9]

### Награды
- 1995 — Медаль Герба города Еревана
- 2004 — Заслуженный артист Армении[13]
- 2003 — Премия Президента Республики Армения За высокое исполнение 15 скрипичных миниатюр выдающихся композиторов 17-20 веков[14].
- 2004 — Золотая медаль Министерства культуры Армении
- 2017 — Рекорд Гиннеса — Самое долгое выступление скрипача, «Официально удивительное» — 33 часа, 2 минуты и 41 секунда, Англия[15].

## Дискография
- 1990: Die Meisterschüler von Zakhar Bron. (Н. Мадоян, Д. Гаретт, М. Венгеров, В. Репин). Лейбл Ambitus Musikproduktion[16].
- 1994: Сергей Прокофьев: Скрипичные сонаты / Пять мелодий. Лейбл Kontrapunkt[17]
- 1995: Григ: Скрипичные сонаты. Лейбл Kontrapunkt[18]
- 1997: Mendelssohn-Bartoldy: Complete Sonatas for Violin and Piano. Лейбл Kontrapunkt[19]
- 1998: Шуберт: Произведения для скрипки и фортепиано. Лейбл Kontrapunkt[20]
- 2000: Сезар Франк: Соната фа мажор / Рихард Штраус: Соната ми-бемоль мажор. Лейбл Kontrapunkt[21]
- 2007: Favourite Encores. Лейбл CowBell Music[22]